# Castellgalí
Castellgalí ist ein Ort und eine Gemeinde (municipi) mit 2.347 Einwohnern (Stand: 2024) in der Comarca Bages in der Provinz Barcelona in der Autonomen Region Katalonien. 

## Lage
Castellgalí liegt in einer Höhe von etwa 265 m auf dem Westufer des Riu Llobregat, in den hier der Cardener mündet, in der Kulturlandschaft Pla de Bages. Barcelona liegt etwa 50 Kilometer südöstlich.

## Bevölkerungsentwicklung
| Jahr      | 1960  | 1970  | 1981 | 1991 | 2001 | 2011  | 2021  |
| Einwohner | 1.533 | 1.033 | 680  | 702  | 984  | 1.966 | 2.179 |

Bereits in der zweiten Hälfte des 19. Jahrhunderts hatte die Gemeinde etwa 300 Einwohner; seitdem ist ein anhaltendes Bevölkerungswachstum zu verzeichnen, das auch durch die Mechanisierung der Landwirtschaft nicht unterbrochen wurde.

## Wirtschaft
Früher lebten die Einwohner hauptsächlich als Selbstversorger von der Landwirtschaft, zu der auch der Anbau von Wein und die Haltung von Vieh gehörte. Im ausgehenden 18. und frühen 19. Jahrhundert entwickelte sich die Region Pla de Bages zu einem bedeutenden Weinbaugebiet, doch hatten die Gemeinden deshalb ganz besonders unter der Reblauskrise zu leiden. Die im Ort ansässige Textilindustrie sorgte bis in die Mitte des 20. Jahrhunderts für Arbeitsplätze. In den letzten Jahrzehnten siedelten sich kleinere Handwerks- und Industriebetriebe an.

## Sehenswürdigkeiten

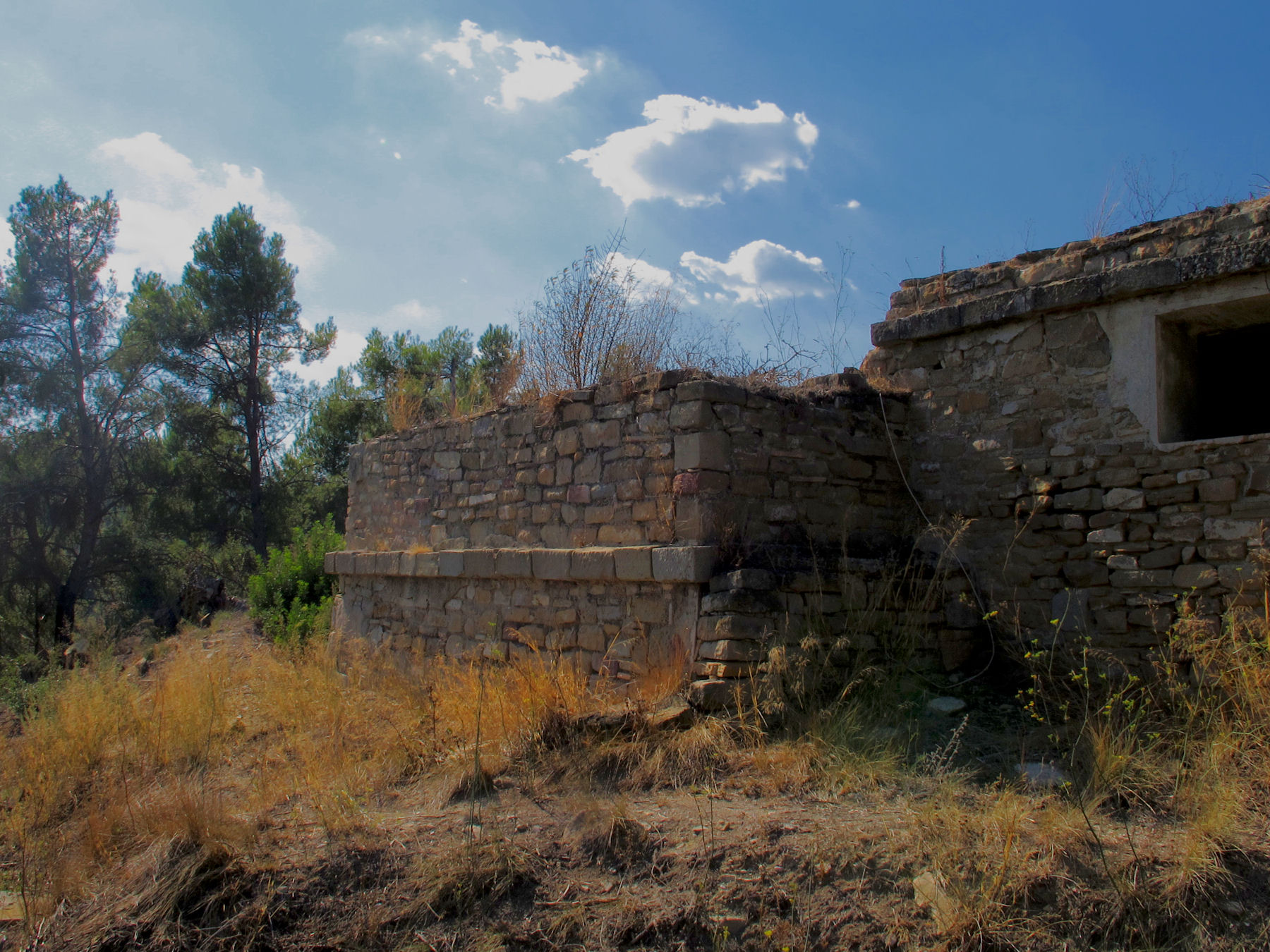
Burgreste
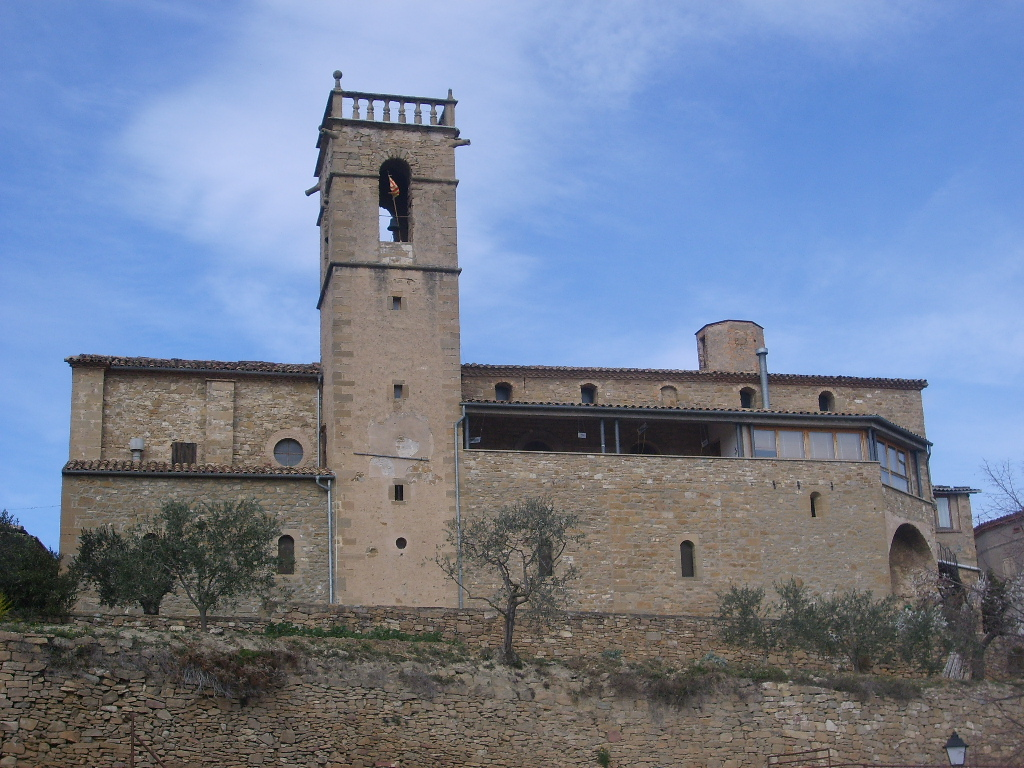
Michaeliskirche
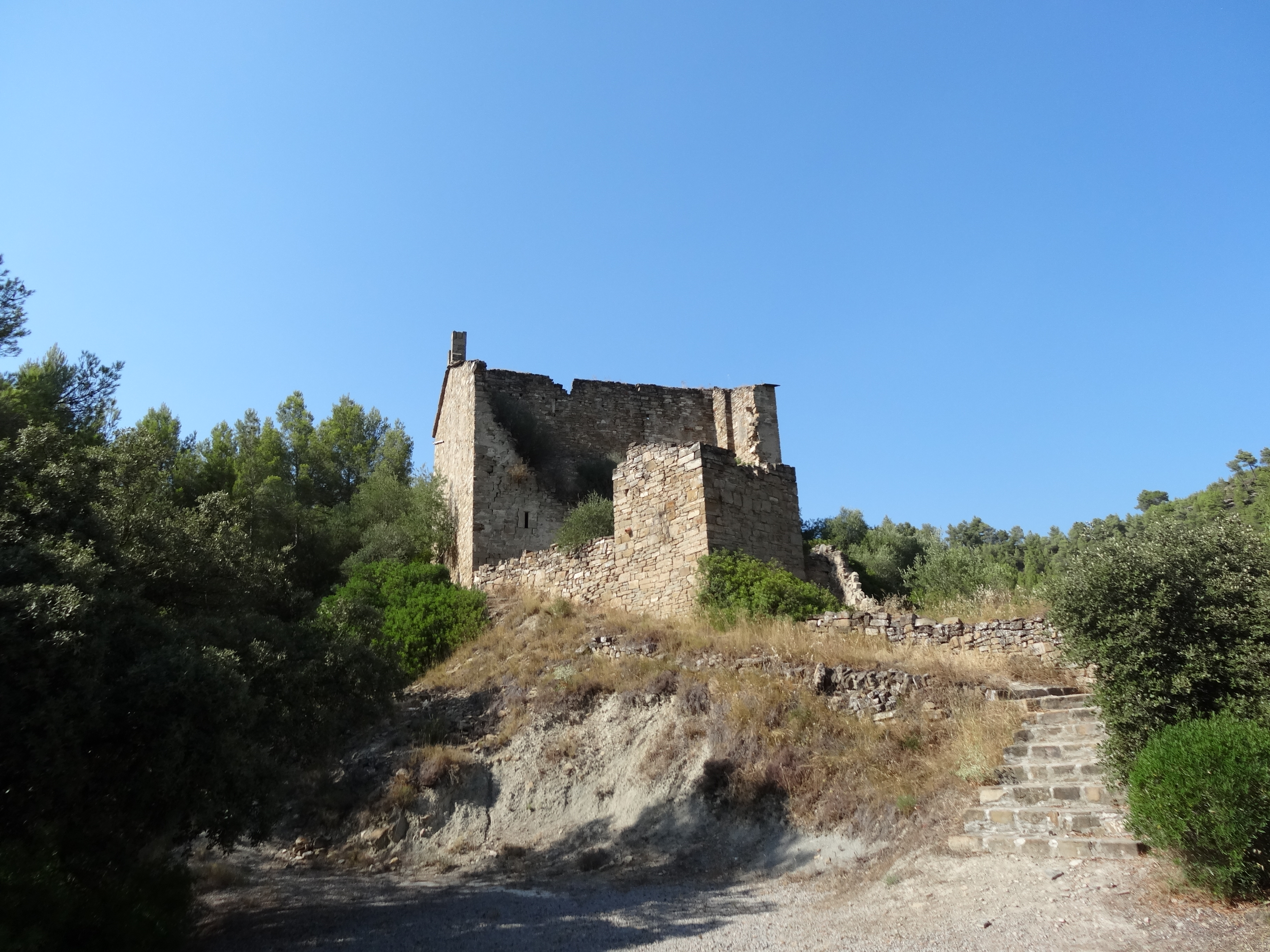
Margaritenkapelle (Klosterreste)

- Burgreste
- Michaeliskirche
- Margaritenkapelle